# Campus salinarum
Campus salinarum ou Campus salinensis (en français : Champs salins ) est le nom latin du lieu-dit  qui dans l'antiquité désignait les vastes marais salants qui existaient sur la rive droite à l'embouchure du Tibre. Cet endroit est occupé aujourd'hui par  l'aéroport international Leonardo da Vinci, dans la commune de Fiumicino.

## Histoire
Les salines approvisionnaient en sel  Rome, les centres de l’Étrurie méridionale, le Latium vetus  et les territoires des Apennins.
Existant au moins à partir du IXe siècle av. J.-C., ils sont d'abord contrôlés par la ville étrusque de Véies mais, selon la tradition, ils sont conquis par les Romains dirigés par Romulus déjà dans la seconde moitié du  VIIIe siècle av. J.-C.
Sous le règne d'Ancus Marcius, il y a affrontement entre les Romains et Véiens, et les premiers l'emportent.
Les marais salants étaient reliés à Rome par la via Campana (qui tire son nom de Campus) et de là, le produit était exporté vers le reste de l'Italie centrale par la via Salaria.